# کسب وکار اصلی
"کسب‌وکار اصلی"، فعالیت اصلی یا ضروری یک شرکت است که منبع اصلی درآمد آن است. در اواسط قرن بیستم شرکت‌ها با خرید و ادغام بنگاه‌های دیگر و تشکیل شرکت‌های خوشه ای، قادر شدند تا هزینه‌ها را کاهش دهند و سرمایه داران توانستند با تنوع بخشیدن به سرمایه‌گذاری‌های تجاری خود، ریسک‌ها را کمتر کنند.
در تجارت، یک فعالیت اصلی به عنوان اعمالی تعریف می‌شود که مسئول درآمدها و جریان‌های نقدی اساسی یک شرکت است. از این رو، یکی از راه‌های شناسایی فعالیت اصلی یک بنگاه این است که ببینیم آیا جریان‌های نقدی اولیه مدل درآمد سازمان مستقیماً از آن عبور می‌کنند یا خیر. فعالیت‌های اصلی شرکت بلافاصله در جریان‌های نقدی اولیه مدل درآمدی دخیل هستند، در حالی که فعالیت‌های تجاری غیر اصلی معمولاً اینطور نیستند، به این معنا که شرکت‌ها به‌طور فرضی می‌توانند بدون فعالیت‌های تجاری غیر اصلی به کار خود ادامه دهد.
برای موفقیت، یک بنگاه باید به دنبال مزایای رقابتی فراتر از عملیات خود باشد. شرکت باید به زنجیره ارزش رقابتی تأمین کنندگان، توزیع کنندگان و مشتریان نگاه کند. فعالیت اصلی بنگاه به این معنا است که موفقیت یک شرکت نه تنها به این بستگی دارد که هر واحد آن تا چه میزان کار خود را به خوبی انجام می‌دهد، بلکه به این نیز بستگی دارد که چگونه شرکت می‌تواند فعالیت‌های همه واحدها را برای انجام فعالیت اصلی خود هماهنگ سازد.